# دختران زیرزمینی کابل
دختران زیرزمینی کابل: در جستجوی یک مقاومت پنهان در افغانستان (انگلیسی: The Underground Girls of Kabul: in Search of a Hidden Resistance in Afghanistan) یک کتاب غیرداستانی اثر جنی نوردبرگ است که معضل بچه‌پوشی در افغانستان را مستند می‌کند. واژه بچه‌پوش در زبان دری به معنی شخصی است که «مانند یک پسر بچه لباس پوشیده». این اصطلاح در افغانستان کاربرد گسترده دارد و در این کتاب برای توصیف کودکانی که به عنوان دختر به دنیا می‌آیند اما طوری لباس پوشانیده می‌شوند، بزرگ می‌شوند و با آنها رفتار می‌شود که گویی واقعاً پسر هستند، استفاده شده است. ابن دختران معمولاً تا زمانی که به سن بلوغ برسد به عنوان یک پسر به خانواده خدمت می‌کنند. با این حال، کتاب همچنین با نگاهی عمیق‌تر به آن دسته از کودکان مبدل‌پوش که حتی پس از بلوغ نیز از لحاظ روانی مانند پسران باقی می‌مانند، می‌پردازد. این کتاب توسط روزنامه‌نگار سوئدی جنی نوردبرگ نوشته شده است و در ۱۶ سپتامبر ۲۰۱۴ در ایالات متحده منتشر شد. بعداً در ۳۰ سپتامبر این کتاب در بریتانیا نیر انتشار یافت.

## خلاصه کتاب
محتوای این کتاب روایت‌های بسیاری از زنان را پوشش می‌دهد که بچه‌پوش هستند یا بوده‌اند. همچنین به دیدگاه مادرانی که برای دختران تازه متولد شده خود بچه‌پوشی در نظر می‌گیرند می‌پردازد. برخی از خانواده‌هایی که فقط فرزند دختر دارند، فرزندان خود را به عنوان پسر تعیین می‌کنند. تجربه این افراد بینشی از نحوه برخورد برخی از زنان بزرگسال با دختران بچه‌پوش در افغانستان امروزی را ارائه می‌دهد. مرد بودن یا داشتن فرزند پسر اهمیت فوق‌العاده ای در فرهنگ افغانستانی دارد. بزرگ شدن به عنوان پسر به جای دختر در افغانستان به کودک آزادی و خودمختاری می‌دهد که دختران جوان معمولاً به دلیل بافت سنتی جامعه به آن دسترسی ندارند. در بسیاری اوقات خود مادران نیز به دلیل نداشتن فرزند پسر مورد قضاوت جامعه و خانواده قرار می‌گیرد.

## شخصیت‌ها
آزیتا یک مادر از طبقه متوسط با چهار دختر است. دختر چهارمش مهران، قرار است به زودی بچه پوش شود. او به انتخاب خودش لباس و کلاه گیس پسرانه می‌خرد تا با هویت جدید مهران به عنوان یک پسر شش ساله مطابقت داشته باشد. آزیتا می‌خواهد به مهران آزادی انجام ورزش، ارتباطات آزاد و فعالیت‌هایی را بدهد که پسران جوان می‌توانند از آن لذت ببرند. علاوه بر این، خود آزیتا در دوران جوانی یک دختر بچه‌پوش بود که این تجربه شخصی به او اجازه می‌دهد تا بینش عمیق‌تری نسبت به وضعیت ناگوار زنان در افغانستان داشته باشد. یک شخصیت دیگر در کتاب زهرا نام دارد، او یک دختر نوجوان بچه‌پوش است. او از رفتاری که با زنان افغان صورت می‌گیرد لذت نمی‌برد و می‌خواهد همچنان پسر باقی بماند. او از دستور والدینش سرپیچی می‌کند چرا که زهرا می‌خواهد آزادی‌هایی را که در دوران پسر بودن به او داده شده است حفظ کند. او می‌خواهد بدون نیاز به ازدواج یا مجوز خانواده کار کند و زندگی خود را پوشش دهد.

## سانسور
این کتاب توسط مت کراوز، یکی از اعضای جمهوری‌خواه مجلس نمایندگان تگزاس در فهرست نظارتی قرار گرفت زیرا مستعد ایجاد «ناراحتی، احساس گناه، ناراحتی یا هر شکل دیگری از ناراحتی روانی به دلیل نژاد یا جنسیت [یک دانش‌آموز]» تشخیص داده شد.